# Válvula termostática

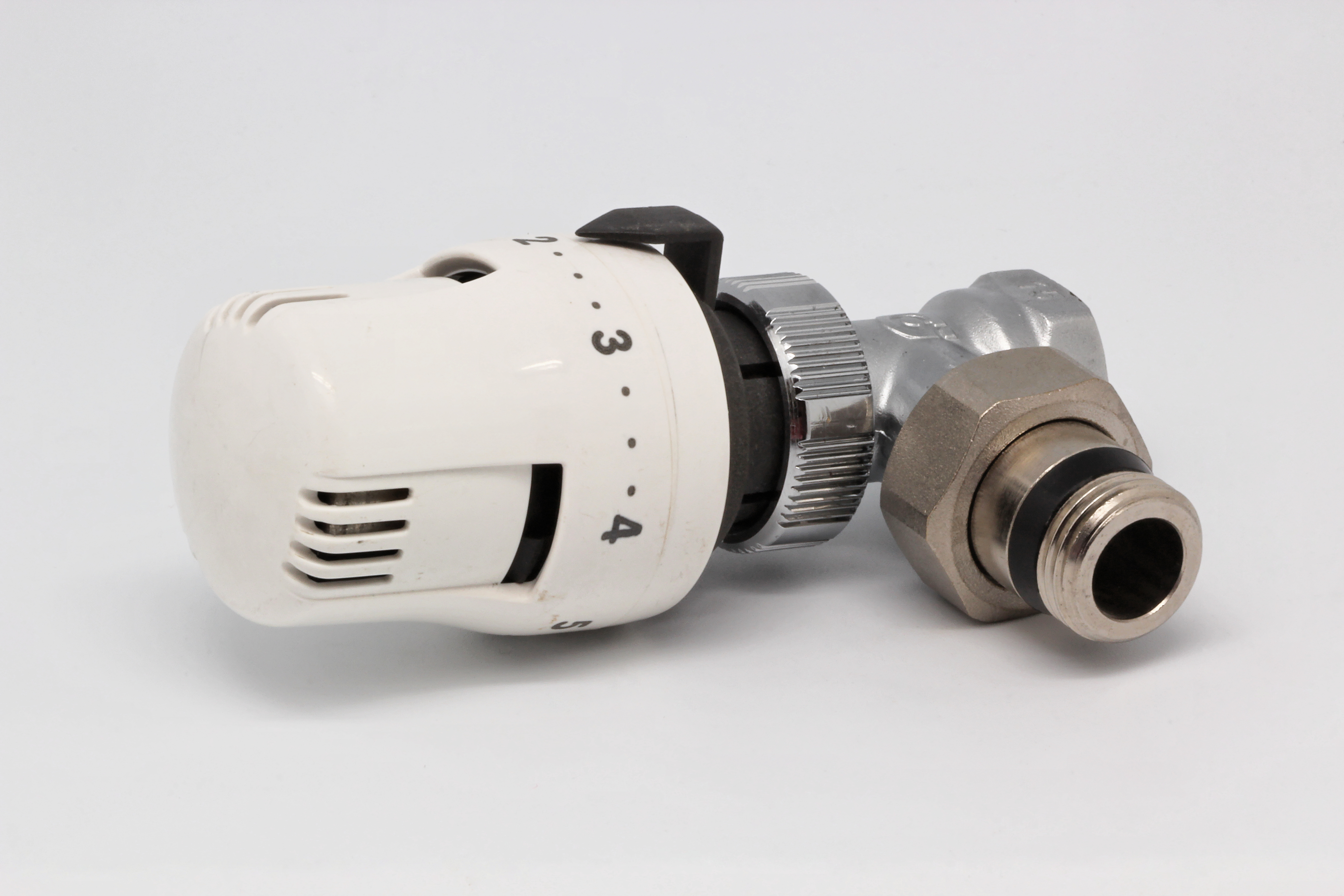
Conjunto de cabeza termostática y válvula termostática de un radiador en la posición 2 (15-17 °C).

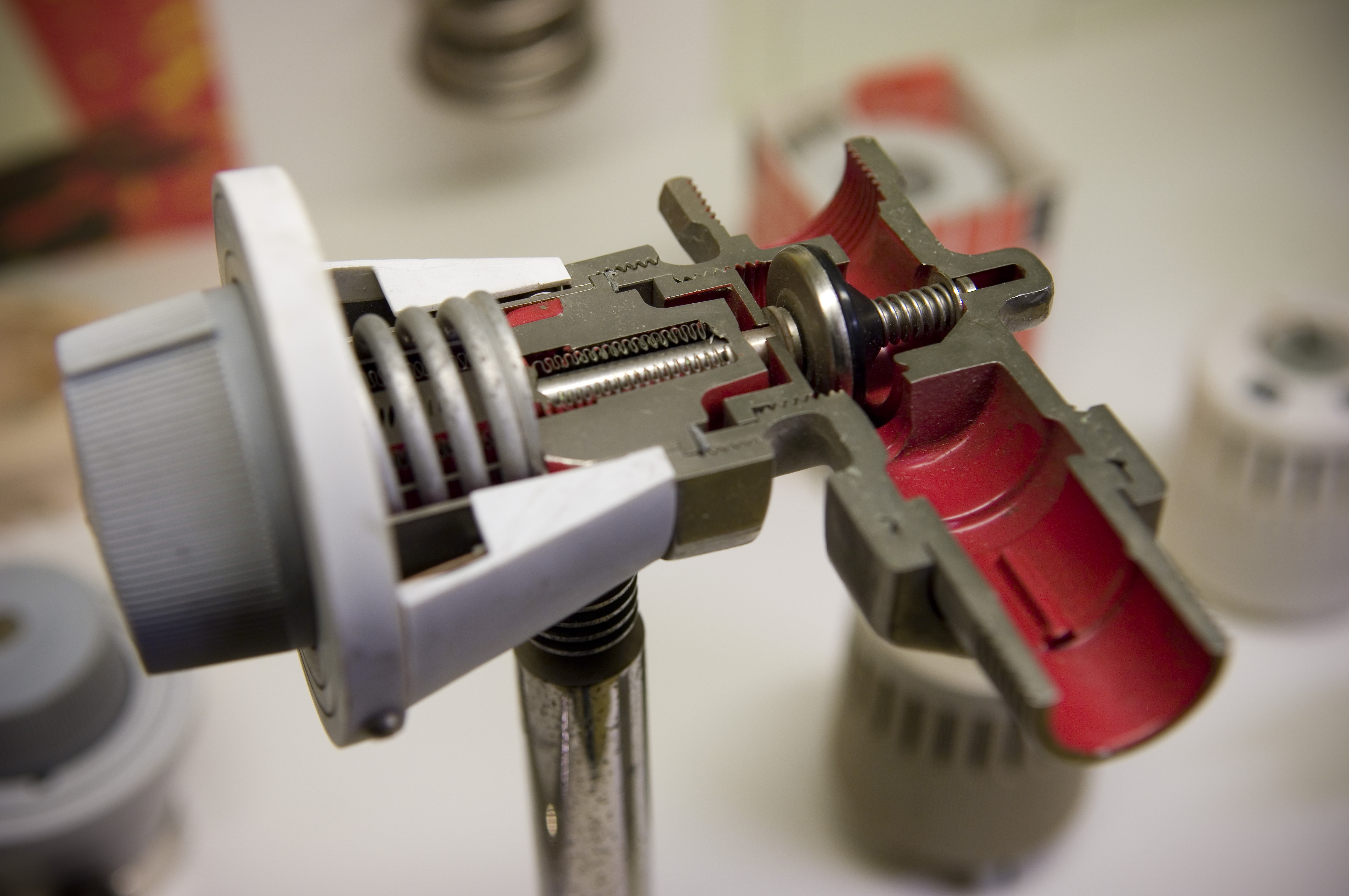
Sección de una válvula termostática.

Una válvula termostática (VT) o válvula termostática de radiador (VTR) es una válvula autorreguladora que se instala en la entrada de agua de los radiadores de un sistema calefacción de agua caliente para controlar la temperatura de un local o habitación. La válvula regula el flujo de agua caliente al radiador pudiendo llegar a cerrar el flujo cuando se alcanza una determinada temperatura seleccionada en la numeración de la cabeza termostática.

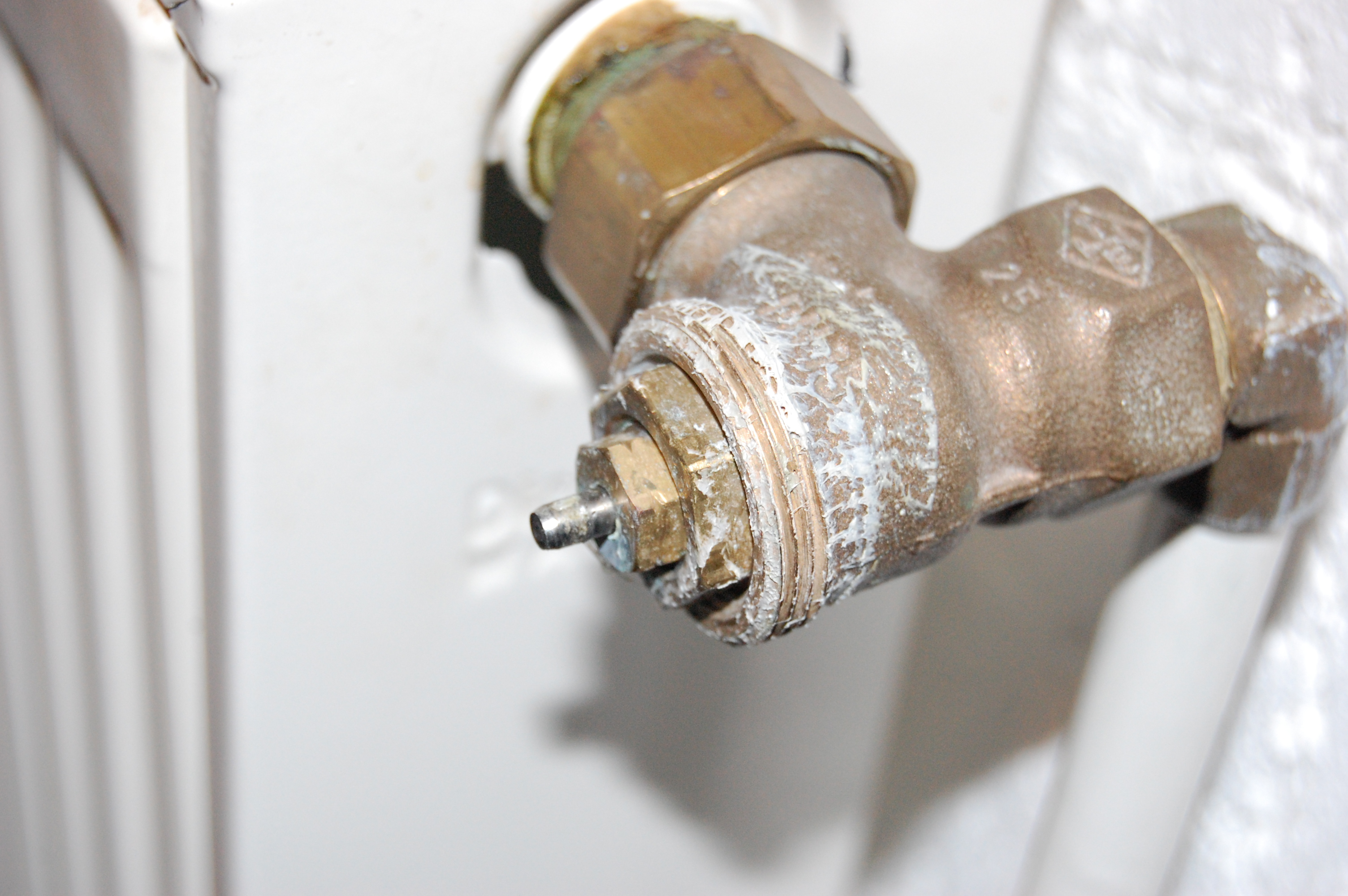
Válvula termostática instalada en un radiador sin la cabeza termostática o sensor de temperatura

## Elementos y funcionamiento de la válvula

### Elementos de la válvula termostática
La denominada válvula termostática consta de dos elementos:
- Válvula termostática, propiamente dicha, instalada en la entrada del caudal del radiador. Es la que permite que se regule el caudal del flujo de agua así como su cierre en el caso de alcanzar al temperatura ambiente deseada. Dependiendo de la histéresis la válvula vuelve a abrirse cuando la temperatura ambiente baja de nuevo.
- Sensor de temperatura, cabeza termostática o cabezal termostático, contiene un material sensible a la temperatura que se dilata o contrae empujando el pistón o perno de la válvula termostática y cerrando o abriendo el caudal.

### Funcionamiento de la válvula
La válvula termostática contiene un material que, dependiendo de la temperatura ambiente, se expande o contrae empujando un perno que cierra o abre el flujo de agua caliente. Si la temperatura ambiente alcanza la temperatura seleccionada la válvula cierra el circuito del radiador.
Como la válvula funciona detectando la temperatura del aire que la rodea, es importante asegurarse de que no esté cubierta por ningún objeto o material (como cortinas, prendas).

### Materiales sensible a las temperaturas
Los materiales sensibles a las temperaturas de los sensores termostáticos son:
- Cera. Las primeras válvulas o válvulas tradicionales contenían cera que se dilataba con el calor. El problema es que eran lentas en la reacción, duraban poco, se desajustaban y tenían una alta histéresis (tardaban en volver a reaccionar para abrir el caudal o viceversa).
- Líquido. Tienen una reacción media, son más fiables y de más larga duración.
- Gas. Tienen la reacción más rápida, son más fiables en temperaturas bajas y de larga duración.

## Ahorro en el consumo y reducción de emisiones

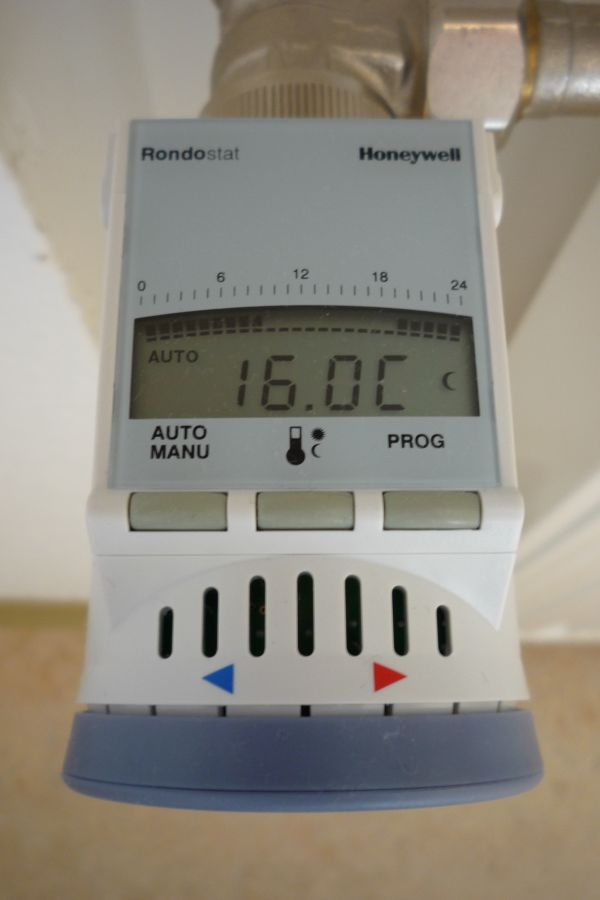
Válvula termostática electrónica de la marca Honeywell (Rondostat hr20)

Se ha estimado que la sustitución de un control de calefacción manual por válvulas termostática puede producir una ahorro en el consumo desde un 17 a un 37% dependiendo del aislamiento, de la ubicación así como del tipo de válvulas seleccionadas. También se reducen proporcionalmente las emisiones de CO2 a la atmósfera.

### Válvulas termostáticas electrónicas
Las válvulas termostáticas electrónicas utilizan sensores electrónicos de temperatura e incluyen programadores para que los radiadores puedan ser programados para diferentes temperaturas a diferentes horas del día. Este control incrementa aún más el ahorro de energía reducción la emisión de CO2. En alguno de los casos, este tipo de válvulas usan cabezales tecnológicos que se pueden visualizar y controlar desde aplicaciones para móviles o computadoras.

## Temperaturas
Dependiendo del fabricante (Orkli, Danfoss, Far...) la numeración básica de los sensores de temperatura o cabezas termostáticas se corresponderá con una determinada temperatura de cierre del radiador aproximada. Deben consultarse las indicaciones técnicas de las válvulas de cada fabricante. La temperatura para un confort higrotérmico y una mejor sensación térmica es muy personal pero la norma UNE considera temperaturas de confort en invierno entre 21 y 23 grados C.
La numeración de la válvula suele ser 0, *, 1, 2, 3, 4 y 5. Los puntos representan posiciones intermedias.
| Posición | Temperatura en grados Celsius | Uso recomendado                                 |
| -------- | ----------------------------- | ----------------------------------------------- |
| 0        | 5,0                           | Temperatura mínima de seguridad                 |
| *        | 7-9                           | Protección contra el hielo - Antihielo          |
| 1        | 11-12                         | Sótano, escaleras, buhardilla                   |
| 2        | 15-16                         | Entrada, recibidor, pasillos                    |
| •        | 17-19                         | Dormitorios                                     |
| 3        | 20                            | Cocina                                          |
| •        | 21-22                         | Salón, estudio                                  |
| 4        | 23-24                         | Baño                                            |
| 5        | Máximo                        | Posición descanso o verano, calefacción apagada |